# 熊田康則
熊田 康則（くまだ やすのり、1963年3月18日 - ）は、日本の元バレーボール選手、ビーチバレーボール選手、指導者。

## 来歴
神奈川県出身。横浜市立末吉中で当初野球部に所属するが、2年次にバレーボール部に転部。法政二高に進学し、2年までセッターを務めたが3年からアタッカーに転向。高校3年で全日本に呼ばれ、法政大学に進学し4年次には大学主要タイトル4冠を達成。
1985年、大学卒業とともに富士フイルム入社。1年目から日本リーグでの21試合全勝優勝を経験するなど富士フイルム黄金時代を支え、同チームの主将も務めた。川合俊一（中学からの顔見知り）、井上謙（高2の練習試合で出会う）と共に、「バレーボール界のビッグ3」と言われ、大砲として日本バレーボール界をリード。第13回ユニバーシアード大会(1985年)で金メダルを獲得。1988年ソウル五輪出場。
1987年には第1回ビーチバレージャパンに富士フイルムのチームメイトで後に日本ビーチバレーボール連盟会長となる川合俊一とのペアで参加し、接戦の決勝を制した直後にはバック宙も披露。初代王者として名を刻んだ。同大会では1991年の第5回大会でも松本聡と組んで優勝。また、ビーチバレーが国体に初採用された1997年なみはや国体でも桑原稔と組んで優勝を果たした。
富士フイルムでは1992年からコーチ兼任となり、1994年度を最後に現役引退し社業に専念。
バレーボール指導者として、1999年に神奈川県の小学生バレーボールクラブチーム・大和ベアーズのコーチに就任、2000年に同クラブ監督に就任。2002年全日本小学生大会で、全国大会初勝利を挙げる。高校バレーの強豪である八王子実践中学校・高等学校バレー部コーチとしても指導した。大和ベアーズは2010年に座間ハンドタイガースと合併し SAMURAI Legend(女子:タイガース / 男子:ベアーズ)と改組、同クラブチーム総監督に就任。
2011年9月に富士フイルムを早期退社。2014年8月、博多ジュニアバレーボールクラブのスーパーアドバイザーに就任。
飲食店経営を経て、2019年に沖縄県に移住。沖縄県立首里高等学校女子バレーボール部のコーチを務めている。

## 人物
娘の熊田美愛もビーチバレー選手。

## 球歴
- 全日本代表としての主な国際大会出場歴
  - オリンピック - 1988年
  - 世界選手権 - 1986年
  - ワールドカップ - 1985年

- 獲得タイトル
  - 1985年 第13回ユニバーシアード大会優勝
  - 日本リーグ
    - 1985/86（第19回）
    - 1986/87（第20回）
    - 1987/88（第21回）

  - 黒鷲旗全日本選手権
    - 1986 （第35回）
    - 1987 （第36回）

## 受賞歴
- 1985年 - 第34回黒鷲旗全日本選手権 敢闘賞、ベスト6
- 1986年 - 第19回日本リーグ ベスト6
- 1986年 - 第35回黒鷲旗全日本選手権 黒鷲賞（最高殊勲選手）、ベスト6
- 1987年 - 第20回日本リーグ ベスト6
- 1987年 - 第36回黒鷲旗全日本選手権 ベスト6
- 1988年 - 第21回日本リーグ ベスト6

## 所属チーム
- 法政二高
- 法政大学
- 富士フイルム・プラネッツ（1985-1995年）

## 関連書籍
- 虹色のVロード 熊田康則、井上謙、川合俊一 全日本男子バレーボールビッグスリー物語、山崎征治著、日刊スポーツ出版社、1986年10月（ISBN 978-4-8172-0088-4）